# Nisa (letrista)
Nisa es el sobrenombre artístico de Nicola Salerno (Nápoles, 11 de marzo de 1910 - Milán, 22 de mayo de 1969), un famoso letrista de canciones napolitanas (muchas de ellas musicadas por Gino Redi y Renato Carosone). Su canción «Non ho l'età (per amarti)» ganó en 1964 el Festival de San Remo y el IX Festival de Eurovisión, cantada por Gigliola Cinquetti. Es padre del productor discográfico y letrista Alberto Salerno.

## Biografía
Nació en Nápoles y se trasladó a Milán en su juventud para hacer carrera como dibujante. Ilustró partituras y libros infantiles. Posteriormente, con el pseudónimo de Nisa, comenzó su carrera como letrista, en la que conocerá un enorme éxito. Comenzó a colaborar con el compositor Gino Redi, con quien escribió canciones como «La bambola rosa» (1937), «Tango del mare» (1939), «Oi Marì» (1941), «La strada del bosco» (1942) o «Notte e dì» (1942).
Tras la Segunda Guerra Mundial Nisa desarrolló su vertiente más desenfadada con canciones de tono divertido. La primera que tuvo éxito fue «Eulalia Torricelli» (1946), canción muy popular en Italia en la que se contaba el amor desafortunado de una rica muchacha de Forlì por un tal Giosuè. Nisa escribió la canción junto a los compositores Redi y Dino Olivieri, a los que cita en la propia letra de la canción como herederos de cada uno de los castillos de la bella Eulalia: Un castello lo dà a Nisa, un castello lo dà a Redi, un castello, ma il più bello, al maestro Olivieri lo dà.

## Años 50
En la década de 1950 Nisa escribió canciones que hoy son verdaderos clásicos de la canción italiana, como «Acque amare» (1953), «Accarezzame» (1954) y «Guaglione». Esta última, con música de Fanciulli y cantada a dúo por Grazia Gresi y Aurelio Fierro, fue la vencedora del V Festival de la canción napolitana (1956).

## Nisa y Renato Carosone
En 1955, el director de las Edizioni musicali Radio Record Ricordi, Mariano Rapetti (padre de también letrista Mogol), propuso a Nisa y a Renato Carosone que colaboraran para presentarse a un concurso radiofónico. Nisa presentó tres textos a Carosone: uno de ellos era el titulado «Tu vuò fà l'americano», que inspiró a Carosone un boogie-woogie que compuso al piano en un cuarto de hora. Así nació una de las canciones más famosas de Carosone, que resultó ser un éxito mundial, y así se inició una fructífera relación profesional que produjo canciones tan famosas como «O suspiro», «Torero» (1958), «Caravan petrol», «'O pellirossa» (1959), «Pigliate 'na pastiglia» y «O sarracino».

## Años 60
En la década de 1960 Nisa tuvo grandes éxitos. En el Festival de San Remo participaron sus canciones «È vero» (1960, con música de Umberto Bindi, cantada por Teddy Reno y Mina) y «Non ho l'età (per amarti)» (1964, con música de Mario Panzeri), esta última vencedora del Festival, cantada por Gigliola Cinquetti y Patricia Carli. Ese mismo año, esa misma canción ganó el IX Festival de Eurovisión, cantada por Gigliola Cinquetti. 

## Principales canciones escritas por Nisa
| Año  | Título                      | Primer intérprete                   | Compositor de la música              | Coautores de la letra |
| ---- | --------------------------- | ----------------------------------- | ------------------------------------ | --------------------- |
| 1937 | «La bambola rosa»           | Crivel                              | Gino Redi                            |                       |
| 1939 | «Tango del mare»            | Oscar Carboni                       | Gino Redi                            |                       |
| 1946 | «Eulalia Torricelli»        | Gigi Beccaria                       | Dino Olivieri                        | Gino Redi             |
| 1953 | «Acque amare»               | Katyna Ranieri y Carla Boni         | Carlo Alberto Rossi                  |                       |
| 1955 | «Tu vuò fà l'americano»     | Renato Carosone                     | Renato Carosone                      |                       |
| 1958 | «Torero»                    | Renato Carosone                     | Renato Carosone                      |                       |
| 1959 | «Serafino campanaro»        | Adriano Celentano                   | Mansueto Deponti                     |                       |
| 1960 | «Vorrei baciarti»           | Don Marino Barreto Junior           | Carlo Alberto Rossi y Bruno Zambrini |                       |
| 1964 | «Non ho l'età (per amarti)» | Gigliola Cinquetti y Patricia Carli | Mario Panzeri                        |                       |
| 1964 | «Non voglio nascondermi»    | Salvatore Adamo                     | Salvatore Adamo                      |                       |
| 1964 | «Cade la neve»              | Salvatore Adamo                     | Salvatore Adamo                      |                       |
| 1964 | «Lascia dire»               | Salvatore Adamo                     | Salvatore Adamo                      |                       |
| 1966 | «Un ragazzo di strada»      | I Corvi                             | Annette Tucker y Nancie Mantz        |                       |
| 1967 | «Sospesa a un filo»         | I Corvi                             | Annette Tucker y Nancie Mantz        | Franco Califano       |
| 1967 | «La musica è finita»        | Ornella Vanoni                      | Umberto Bindi                        | Franco Califano       |